# آب‌انبار باغ گندم
آب‌انبار باغ گندم مربوط به دوره صفوی است و در یزد، بخش مرکزی، روبروی مسجد جامع باغ گندم واقع شده و این اثر در تاریخ ۷ اسفند ۱۳۸۶ با شمارهٔ ثبت ۲۱۷۰۱ به‌عنوان یکی از آثار ملی ایران به ثبت رسیده است.